# فرانسوا ارنو
فرانسوا ارنو (بالفرنسية: François Arnaud)‏ هو لغوي وكاتب وأمين مكتبة فرنسي، ولد في 27 يوليو 1721 في كاربينتراس في فرنسا، وتوفي في 2 ديسمبر 1784 في باريس في فرنسا.